# Рышкановка (сектор Кишинёва)
Рышка́новка (рум. Sectorul Rîșcani) — сектор в северо-восточной части Кишинёва на левом берегу реки Бык. Ограничен на северо-западе Вистерниченами (ro:Visterniceni), на юго-западе рекой Бык и на востоке Чеканами.
На Рышкановке расположены корпуса Технического университета Молдовы, Финансово-банковского и Технологического колледжей, здание Центральной типографии, парк «Рышкань», цирк, больница и другие важные культурные и промышленные объекты.

## История

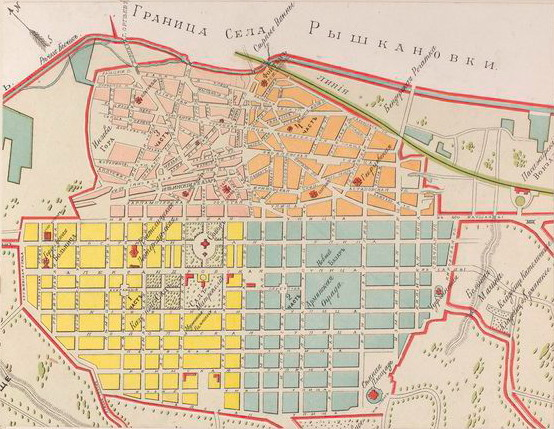
Граница села Рышкановки, ок. 1889 года

Известно, что в первой половине XV века земля, на которой расположена современная Рышкановка, принадлежала писарю Михаилу Оцел, а позднее его потомкам. В 1717 году половину земельного участка за 130 татарских золотых монет купил Еремия Вистерникул (казначей), по названию должности которого была названа и купленная земля — Вистерничень (Вистерничены). Остальная часть землевладения была разделена между несколькими землевладельцами. В 1772 году юго-восточная часть Вистерничен перешла во владение боярина Константина Рышкану. В начале XIX века владельцем Рышкановки и соседних слободок (Бубуечь и Гециоань) становится его сын — великий стольник и наместник Дмитрий Константинович Рышкану.
На холме возле реки Бык до сих пор сохранилась церковь Святых императоров Константина и Елены, построенная в 1777 году на деньги К. Рышкану. У подножья холма, на котором стоит церковь, располагалось Скаковое поле, где в апреле 1877 года создавались и проходили обучение отряды болгарских ополченцев, которые потом принимали участие в Русско-турецкой войне 1877—1878 гг. 12 апреля 1877 года там состоялся парад русских войск и болгарских ополченцев. На месте парада была сооружена часовня, преобразованная позднее в Мемориальный музей болгарских ополченцев, а в 1966 году установлен обелиск.
С середины XIX века Рышкановка стала предместьем Кишинёва. В 1870 году здесь было 122 дома и 512 жителей. В конце XIX века Рышкановка была выкуплена городом у боярина и включена в городскую черту. В конце XIX — начале XX вв. на территории Рышкановки возникли небольшие промышленные предприятия. Во время вхождения Бессарабии в состав Румынии и вплоть до первых послевоенных лет Рышкановка оставалась неблагоустроенной территорией с узкими и кривыми улицами, малоэтажной застройкой и крышами, покрытыми камышом.
Строительство 4-5-этажных домов началось здесь только в конце 1950-х годов. Бо́льшая часть Рышкановки застроена 5-этажными домами из крупных котельцовых блоков. В 1970-е годы начинают сооружаться первые 9-этажные дома вдоль Московского проспекта и в некоторых местах по улицам Флорилор и Алёшина (ныне Богдан Воевод). Административный центр Рышкановки разместился по улице Димитрова (ныне Киевская). Там был построен райисполком Октябрьскогро района (сейчас рышкановская претура), музыкальная школа, дворец культуры профсоюзов и др. здания. На пересечении улиц Федько (ныне Алеку Руссо) и Димо был создан медицинский центр, состоящий из поликлиники для взрослых и многопрофильной больницы.

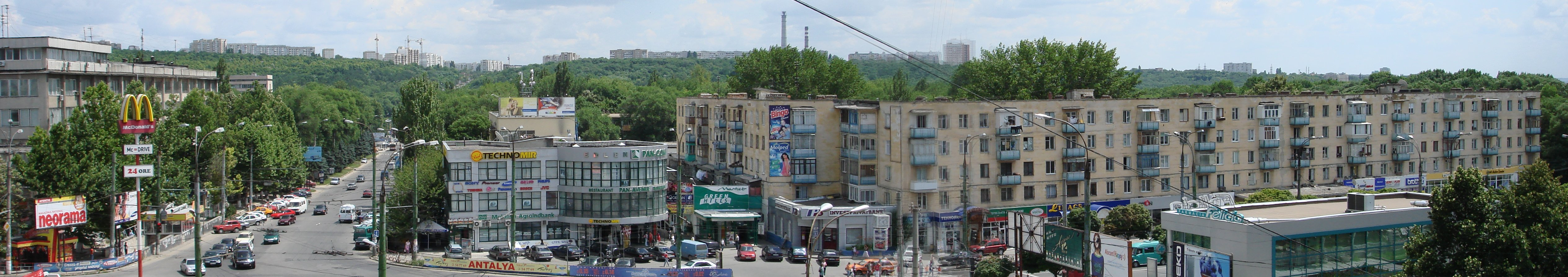
Рышкановка в июле 2006

## Природа
Рышкановский лес. Заложен в конце 60-х, начале 70-х годов XX века на базе естественного зелёного массива. Основой лесопарка стала Рышкановская балка. Она простирается с северо-востока на юго-восток. На всём протяжении левый склон долины выше и круче правого, нарушен оползнями; имеет выходы обильных родников. Ручей, протекающий по дну долины, запружен. Создана сеть водоёмов. Самое известное — «Солдатское озеро». Названо местными жителями в честь расположенного поблизости стрельбища. На брегах последнего, четвертого, пруда расположен парк «Рышкань» (быв. Парк им. Бориса Главана) и туристическая гостиница «Дойна». 
Рышкановский лес, кроме местных пород деревьев и кустарников, содержит много интродуцированных (сосна, береза, софора, ель и др.). На территории лесопарка зарегистрировано множество видов млекопитающих, птиц, пресмыкающихся и земноводных. Из млекопитающих встречаются кроты, ежи, землеройки, летучие мыши, мышевидные, грызуны, белки. В середине 70-х, начале 80-х годов XX века были известны заходы косуль, лис и зайцев. На территории леса гнездятся несколько десятков видов птиц, остальные — пролётные, зимующие и залётные. Чаще других встречаются популяции обыкновенного скворца, полевого воробья, грача и стрижа. Видовой состав пресмыкающихся и амфибий не богат. В основном это зеленая жаба, озёрная лягушка, обыкновенный тритон, прыткая ящерица, обыкновенный уж. Основная часть зелёного массива предназначена для прогулок. Это одно из любимых и популярных мест отдыха кишинёвцев.

## Важнейшие улицы
- Московский проспект
- Мирон Костин (быв. бул. Карла Маркса)
- Студенческая
- Флорилор (в переводе с румынского - Цветочная)
- Киевская (быв. Димитрова)
- Богдан Воевод (быв. Алёшина)
- Алеку Руссо (быв. Федько)
- Николай Димо
- Пяца Ероилор (площадь героев, быв. площадь Болгарских ополченцев)
- Пяца Алеку Руссо (быв. площадь Димитрова)
- Рышкану (быв. Карманова)

## Административное деление
В состав Рышкановки входят также следующие населённые пункты:
- Город Крикова
- Сёла: Гратиешты, Чореску, Ставчены

## Администрация
Претура сектора Рышкановка находится по адресу ул. Киевская (быв. Димитрова), 3. Претор — Влад Мельник. Вице-Претор — Олег Суслов Телефон приёмной: (+373 22) 441098.